# Enderleinellus urosciuri
Enderleinellus urosciuri är en insektsart som beskrevs av Werneck 1937. Enderleinellus urosciuri ingår i släktet Enderleinellus och familjen ekorrlöss. Inga underarter finns listade i Catalogue of Life.